# Cygne noir (opération)
Pour les articles homonymes, voir Cygne noir (homonymie).
Opération Cygne noir (Black Swan Project en anglais) est le nom de code d'une opération d'exploration sous-marine sur épave dirigée par la société américaine Odyssey Marine Exploration. L'opération, qui a débuté en mai 2007, vise à explorer un galion probablement coulé au XVIIe siècle, baptisé au départ le Black Swan et gisant au large des côtes du Portugal et de Gibraltar, en haute mer, dans l'océan Atlantique. Le 18 mai, la société annonce avoir remonté 500 000 pièces d'argent (plus de 17 tonnes) et des centaines de pièces et d'objets en or pour un total estimé à 500 millions de dollars, soit environ 450 millions d'euros. 

Position approximative du naufrage de la Mercedes.

Plusieurs conteneurs chargés de pièces sont arrivés par avion le 19 mai en Floride pour expertise.
Une procédure juridique est déclenchée, l'affaire du Nuestra Señora de las Mercedes éclate et se conclut par une restitution du trésor à l'Espagne.

## Le navireNuestra Señora de la Mercedes
Ce galion espagnol, lancé en 1786 à Cuba, a été coulé par la marine anglaise le 5 octobre 1804 durant la bataille de Cape Sante Maria, au large des côtes Sud du Portugal proche le golfe de Cadix (voir carte au dessus).

### Découverte du navire

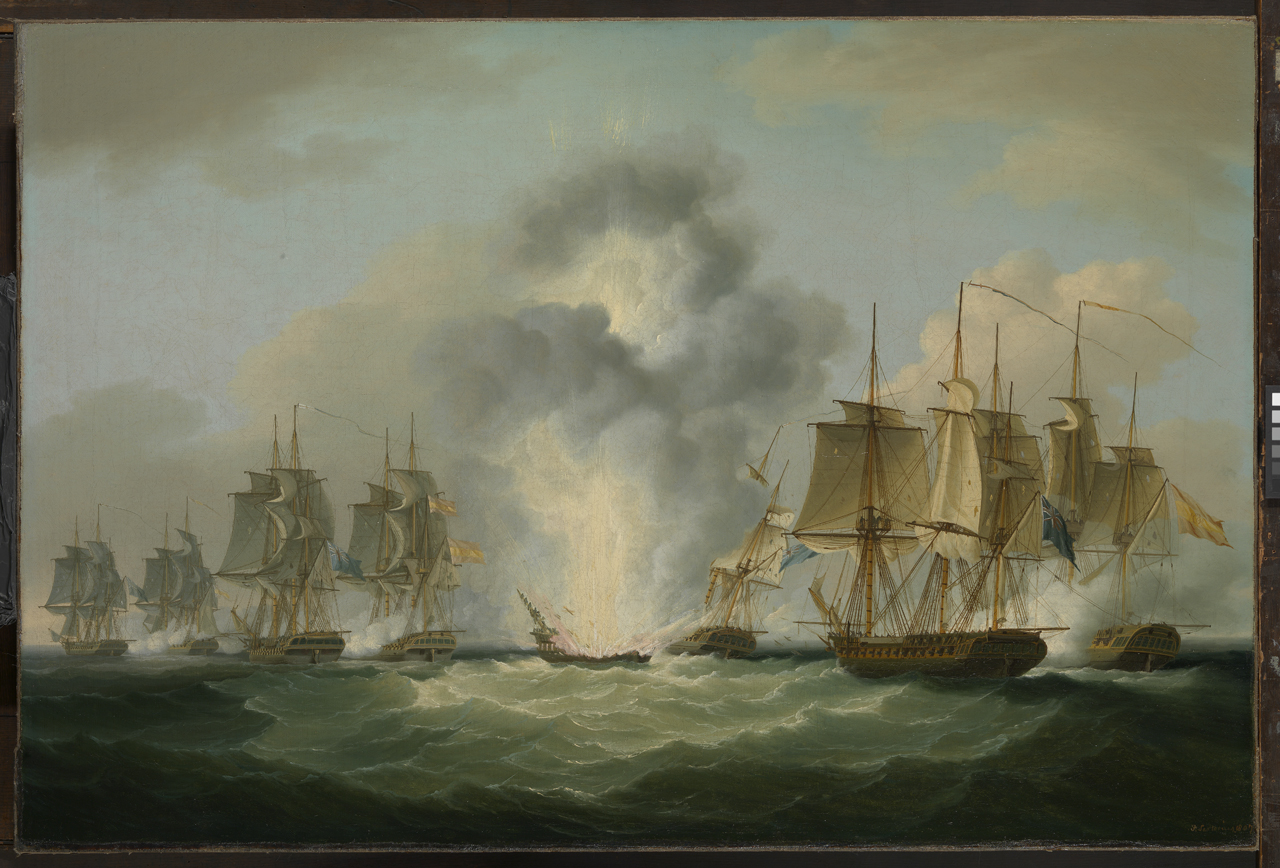
Le naufrage de la Mercedes, de Francis Sartorius.

Odyssey Marine a déclaré le 21 mai 2007, que la plupart des pièces et des trésors récupérés provenaient d'un seul navire, mais il est aussi possible que des artefacts d'autres navires aient été mélangés avec ceux du navire, aussi selon eux, la localisation du naufrage était remplie de navires de l'ère coloniale. L'identité du navire n'avait pas été pas divulguée en attendant un examen plus approfondi des pièces et des artefacts. On pensait également que le trésor pourrait être d'un navire dont Odyssey Marine avait demandé à un tribunal fédéral la permission de récupérer, qui était situé au large de la côte sud-ouest du Royaume-Uni, dans un rayon de cinq miles (8 km) de 49°25′N 6°0′O.
Il a d'abord spéculé que le trésor pourrait être de l'épave du navire marchand anglais Merchant Royal, qui a coulé le 23 septembre 1641 à son retour à Londres. Ce navire a coulé par mauvais temps lorsque ses pompes n'ont pas réussi à suivre la fuite d'eau à travers les planches de la coque. Plus de la moitié de l'équipage, y compris le capitaine, John Limbrey, a pu abandonner le navire et a été secouru par un navire jumeau, Dover Merchant, qui accompagnait Merchant Royal de Cadix à Londres. Les survivants ont fourni une description détaillée de la cargaison perdue - décrite en 1641 comme "300 000 livres en argent, 100 000 livres en or, et autant à nouveau en bijou" - ainsi qu'un emplacement général près des îles Scilly, à environ "21 lieues" (environ 55 à 60 kilomètres) de Lands End.